# نيكولاي إيليتش ستوروجينكو

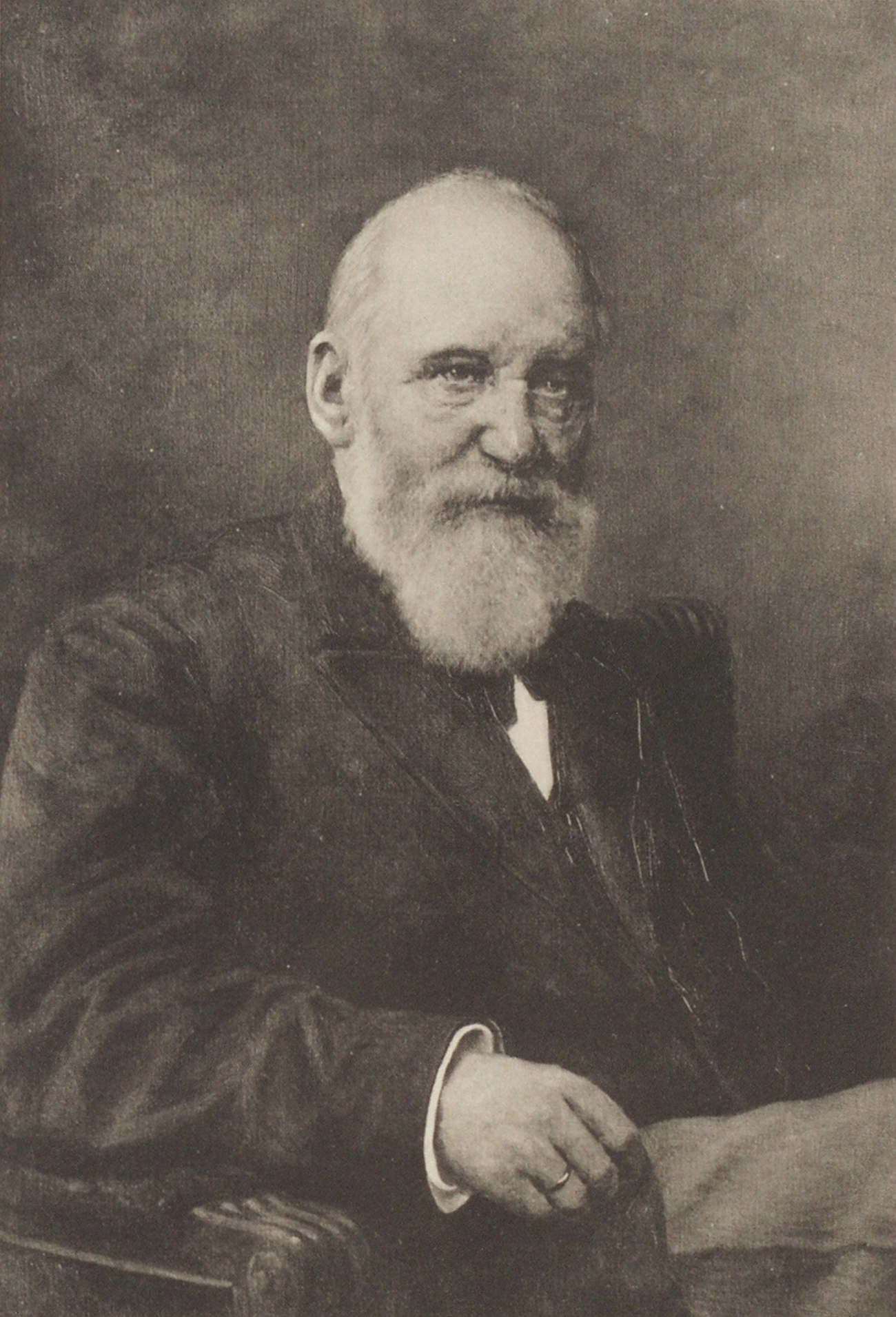
نيكولاي إيليتش ستوروجينكو

كان نيكولاي إيليتش ستوروجينكو (الروسية: Николай Ильич Стороженко ؛ 22 مايو 1836، في إيرزافيتس، محافظة تشرنيغوف، الإمبراطورية الروسية -25 كانون الثاني/يناير 1906 موسكو) مؤرخ أدبي روسي وباحثاً شكسبير رائداً في عصره.
تخرج ستوروجينكو من جامعة موسكو وأصبح في عام 1863 رئيسًا للكلية الأدبية المنشأة حديثًا هناك، يرجع الفضل إلى ستوروزنكو في كونه أول من بدأ «تدريس تاريخ الأدب على أسس علمي ويُضفي على محاضراته نفس الموهبة الأدبية والذوق الفني الرفيع التي تميزت به أعماله المعروفة» (بحسب Brockhaus & Efron). في عام 1878 حصل على الدكتوراه بعنوان "روبرت غرينوقد "ترجم إدوارد آرثر برايلي هودجيتس كتابه «حياة وأعماله» إلى الإنجليزية وحصل مراجعات جيدة في بريطانيا. على قوتها انتُخب ستوروزنكو نائباً لرئيس جمعية شكسبير الجديدة.
قام ستوروزنكو بتجميع وتحرير مجموعات الأدب التاريخي الإسباني وفيكتور هوغو ووقته. في الفترة من 894-1901 ترأس الجمعية الأدبية الروسية.
كان ستوروجينكو مساهماً نشطاً لعده سنوات في مجلة الفنان. في عام 1896 تم إنتاج مسرحيته رجل الزوجات الثلاث (Троеженец) في مسرح مالي في موسكو.